# Hans-Joachim Leschnitz
Hans-Joachim Leschnitz (* 1944) ist ein deutscher Schauspieler und Synchronsprecher.

## Leben
Leschnitz begann seine Karriere in der DDR, wo er ein bekannter Mime war. Unter anderem wirkte er in mehreren Filmen der Reihe Polizeiruf 110 mit und lieh seine markante Stimme aufgrund ihrer Bandbreite etlichen Personen in den deutschen Fassungen ausländischer Produktionen – vornehmlich Zeichentrickfiguren, kleinwüchsigen Menschen und Senioren. Seine bekannteste Rolle hatte er an der Seite von Joachim Kaps in der Kindersendung Brummkreisel, wo er über zehn Jahre lang den Puppentheater-Bewohner „Kunibert Männchen“ verkörperte.
Nach dem Mauerfall widmete sich Leschnitz ausschließlich der Arbeit als Synchronsprecher und war vornehmlich in Serienepisoden zu hören.

## Filmografie
- 1976: Polizeiruf 110: Der Fensterstecher (Fernsehreihe)
- 1976: Wenn einer was versprochen hat (Fernsehen)
- 1976: Polizeiruf 110: Ein ungewöhnlicher Auftrag (Fernsehreihe)
- 1977: Absage an Viktoria (Fernsehen)
- 1977: Unterwegs nach Atlantis
- 1978: Fleur Lafontaine
- 1978: Clavigo (Fernseh-Studioaufzeichnung)
- 1979: Trini
- 1979: Polizeiruf 110: Tödliche Illusion (Fernsehreihe)
- 1979: Lachtauben weinen nicht
- 1979: Polizeiruf 110: Die letzte Fahrt (Fernsehreihe)
- 1979: Herbstzeit (Fernsehen)
- 1980: Der Baulöwe
- 1980: Polizeiruf 110: Die Entdeckung (Fernsehreihe)
- 1980: Die Fischers und ihre Frauen (Fernsehen)
- 1981: Polizeiruf 110: Nerze (Fernsehreihe)
- 1981: Hochhausgeschichten (Fernseh-Mehrteiler)
- 1982–1991: Brummkreisel (Fernsehen)
- 1982: Polizeiruf 110: Der Unfall (Fernsehreihe)
- 1982: Rächer, Retter und Rapiere (Fernsehserie)
- 1983: Polizeiruf 110: Der Selbstbetrug (Fernsehreihe)
- 1983: Polizeiruf 110: Schnelles Geld (Fernsehreihe)
- 1986: Polizeiruf 110: Parkplatz der Liebe (Fernsehreihe)
- 1986: Schauspielereien: Der konzentrierte Professor (Fernsehreihe)
- 1987: Polizeiruf 110: Der Tote zahlt (Fernsehreihe)
- 1989: Grüne Hochzeit
- 1989: Johanna, Folge: Kalle wird’s schon machen (Fernsehserie)
- 1991: Das Mädchen aus dem Fahrstuhl

## Theater
- 1978: Nikolai Haitow: Hunde (Zootechniker) – Regie: Reinhard Hellmann (Berliner Arbeiter-Theater)